# Comisión Prodi

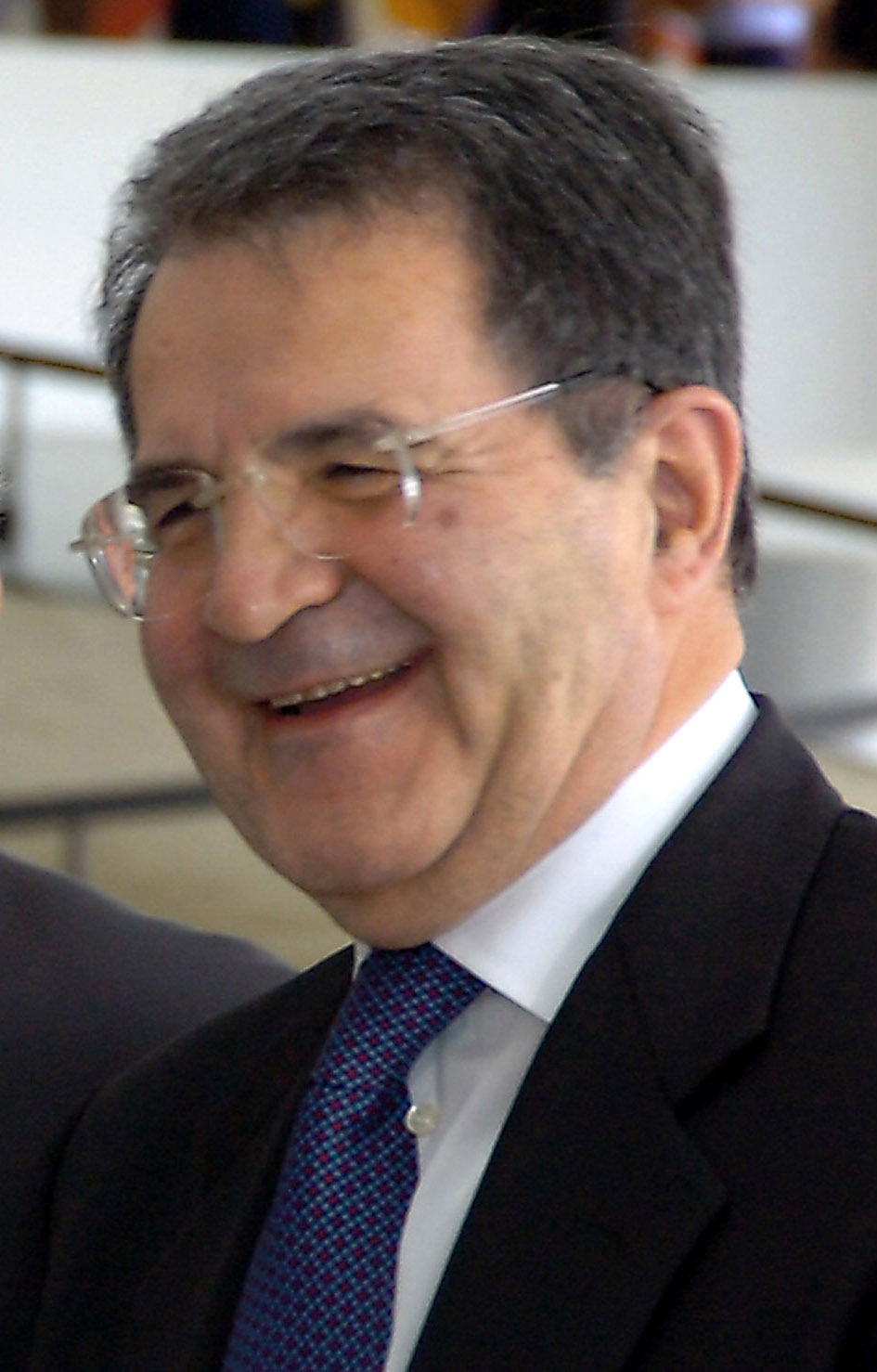
Romano Prodi, presidente de la Comisión Europea entre 1999 y 2004.

Comisión Prodi es el nombre utilizado para hacer referencia a la Comisión Europea presidida por Romano Prodi entre 1999 y 2004.
La Comisión quedó formada el 13 de septiembre de 1999, tras el escándalo y renuncia de la Comisión Santer, que había dañado la reputación de la institución, y sustituyendo a la Comisión Marín, que fue gabinete interino que estuvo al frente de la Comisión Europea en el periodo comprendido entre el 16 de marzo de 1999 y el 12 de septiembre del mismo año.
El gabinete de la Comisión Prodi estaba formado inicialmente por 20 Comisarios de la Unión Europea, número que se amplió a 25 tras la ampliación de la Unión Europea de 2004. Fue la última Comisión en la que dos miembros a la vez eran nombrados por los Estados miembros de mayor tamaño.
Esta comisión (la décima) vio incrementado su poder e influencia tras el Tratado de Ámsterdam, hasta el punto de que algunos medios de comunicación llegaron a decir que el presidente Prodi había sido el primer "Primer Ministro de la Unión Europea".
Además de la ampliación y del Tratado de Ámsterdam, la Comisión Prodi fue la que estuvo al cargo cuando se firmó y ratificó el Tratado de Niza y durante la conclusión y firma de la Constitución Europea, en la que se introdujo el "método convencional" de negociación. En 1999 se creó el euro, moneda que comenzó a circular en 2002 y se convirtió en la moneda única de 12 de los 15 miembros de la Unión Europea.
El gabinete fue criticado por no haber sabido comunicar a los europeos su labor, a pesar de los grandes acontecimientos acaecidos durante su mandato.
Su duración, en principio hasta el 31 de octubre de 2004, se vio prorrogada por la oposición del Parlamento Europeo a la propuesta del siguiente gabinete, la Comisión Barroso. Finalmente su mandato se extendió hasta el 21 de noviembre de ese año.

## Comisarios
Cuando la se formó la Comisión Prodi en el año 1999, había 25 Comisarios, uno por cada estado miembro, salvo por los 5 estados más grandes (Italia, Francia, Alemania, Españay el Reino Unido), que tenían derecho a nominar dos Comisarios.
En 2004 el gabinete quedó reestructurado con 15 nuevos Comisarios. Cinco de ellos reemplazaban a Comisarios anteriores que habían renunciado al cargo antes del fin de su mandato, y los otros 10 procedían de los nuevos Estados miembros que entraban en la Unión Europea ese año. La mayoría de estos Comisarios continuaron trabajando en la Comisión Barroso.
Los miembros de los nuevos estados compartieron cartera con uno de los miembros anteriores, en lugar de crear nuevas carteras o de tener Comisarios sin cartera alguna.
La tabla siguiente indica el número de Comisarios de acuerdo con su alineación política al comienzo de la Comisión, aquellos que se unieron desde los nuevos Estados miembros y el número final cuando la Comisión finalizó su mandato. 
| Afiliación política | Izquierda (PSE) | Centro (ELDR) | Derecha (PPE-DE) | Verdes (PVE) | Independientes |
| 1999-2003           | Once            | Uno           | Seis             | Uno          | Uno            |
| Nuevos de mayo 04   | Cero            | Dos           | Tres             | Cero         | Cinco          |
| Noviembre 2004      | Nueve           | Cinco         | Nueve            | Uno          | Seis           |

### Composición inicial
| Cartera(s)                                                         | Comisario                                    | Estado      | Partido               |
| ------------------------------------------------------------------ | -------------------------------------------- | ----------- | --------------------- |
| Presidente                                                         | Romano Prodi                                 | Italia      | l'Ulivo/Demo PSE/ELDR |
| Vicepresidente; Asuntos Administrativos, Auditoría y Antifraude    | Neil Kinnock                                 | Reino Unido | Laborista PSE         |
| Vicepresidenta; Relaciones con el Parlamento, Transporte y Energía | Loyola de Palacio                            | España      | PP PPE                |
| Competencia                                                        | Mario Monti                                  | Italia      | independiente         |
| Agricultura y Pesca                                                | Franz Fischler                               | Austria     | ÖVP PPE               |
| Empresa & Sociedad de la Información                               | Erkki Liikanen Hasta el 12 de julio de 2004  | Finlandia   | SDP PSE               |
| Empresa & Sociedad de la Información                               | Olli Rehn Desde el 12 de julio de 2004       | Finlandia   | Keskusta ELDR         |
| Mercado Interno & Servicios                                        | Frits Bolkestein                             | Holanda     | VVD ELDR              |
| Ciencia, Investigación & Desarrollo                                | Philippe Busquin Hasta julio de 2004         | Bélgica     | PS PSE                |
| Ciencia, Investigación & Desarrollo                                | Louis Michel Desde julio de 2004             | Bélgica     | MR ELDR               |
| Desarrollo y Ayuda Humanitaria                                     | Poul Nielson                                 | Dinamarca   | PD PSE                |
| Crecimiento                                                        | Günter Verheugen                             | Alemania    | SPD PSE               |
| Asuntos Exteriores                                                 | Chris Patten                                 | Reino Unido | Conservadores ED      |
| Comercio                                                           | Pascal Lamy                                  | Francia     | PS PSE                |
| Salud y Protección del Consumidor                                  | David Byrne                                  | Irlanda     | FF PPE                |
| Educación y Cultura                                                | Viviane Reding                               | Luxemburgo  | CSV PPE               |
| Presupuesto                                                        | Michaele Schreyer                            | Alemania    | Verdes PVE            |
| Medioambiente                                                      | Margot Wallström                             | Suecia      | SDWP PSE              |
| Justicia y Asuntos Internos                                        | António Vitorino                             | Portugal    | PS PSE                |
| Empleo y Asuntos Sociales                                          | Anna Diamantopoulou Hasta marzo de 2004      | Grecia      | PASOK PSE             |
| Empleo y Asuntos Sociales                                          | Stavros Dimas Desde marzo de 2004            | Grecia      | ND PPE                |
| Política Regional                                                  | Michel Barnier Hasta abril de 2004           | Francia     | UMP PPE               |
| Política Regional                                                  | Jacques Barrot Desde abril de 2004           | Francia     | UMP PPE               |
| Asuntos Económicos y Monetarios                                    | Pedro Solbes Haste el 26 de abril de 2004    | España      | PSOE PSE              |
| Asuntos Económicos y Monetarios                                    | Joaquín Almunia Desde el 26 de abril de 2004 | España      | PSOE PSE              |

### Nuevos comisarios desde el 1 de mayo de 2004
Remodelación realizada por Romano Prodi tras la ampliación de la Unión Europea y la dimisión de varios comisarios.
| Cartera(s)                           | Comisario          | Estado          | Partido          |
| ------------------------------------ | ------------------ | --------------- | ---------------- |
| Política Regional                    | Péter Balázs       | Hungría         | independiente    |
| Comercio                             | Danuta Hübner      | Polonia         | independiente    |
| Asuntos Económicos y Monetarios      | Siim Kallas        | Estonia         | ERP ELDR         |
| Desarrollo y Ayuda Humanitaria       | Joe Borg           | Malta           | PN PPE           |
| Agricultura y Pesca                  | Sandra Kalniete    | Letonia         | PN PPE           |
| Educación y Cultura                  | Dalia Grybauskaitė | Lituania        | independiente    |
| Crecimiento                          | Janez Potočnik     | Eslovenia       | independiente    |
| Empresa & Sociedad de la Información | Ján Figeľ          | Eslovaquia      | KDH PPE          |
| Presupuesto                          | Markos Kyprianou   | Chipre          | Δημοκρατικό ALDE |
| Salud y Protección del Consumidor    | Pavel Telička      | República Checa | independiente    |